# アクターイ
アクターイ（？ - 1253年）は、エジプトのバフリー・マムルーク朝のバフリー・マムルークの主将挌の人物。
マムルーク軍団の首領格の人物で、マムルーク朝のスルターンであったムイッズ・アイバクに仕えた。マムルーク朝が建国間もない1251年には前王朝アイユーブ朝の残党ナセル・ユースフらによるエジプト侵攻を受けたが、アイバクの命令を受けてガザで撃破した。
しかしエジプトの民衆は横暴な振る舞いが多かったマムルークに好意を寄せておらず、むしろ憎悪していた。このため1253年6月には民衆による反乱が起きるが、アクターイによって鎮圧された。アクターイらが強かったのは後に英雄といわれるバイバルスやカラーウーンら名将を多く配下に抱えていたからである。
ところがアクターイをはじめとするマムルークらは、これらの戦功に驕って領内で平然と略奪を行なったり、アイバクに対しても理不尽な要求（山間部に宮殿を移せなど）を繰り返すようになった。もともとアイバクも正確にはバフリー・マムルーク出身者で無かったことから彼らを嫌っていた。アイユーブ朝を破り、内乱も鎮めたアイバクにとってアクターイらマムルークはむしろ脅威にすらなっており、アイバクは家臣のムザッファル・クトゥズらと協力してアクターイを殺害した。

## 関連文献
- 「エジプト・マムルーク朝」（近藤出版社）